# Валторна
Валто́рна (нем. Waldhorn — лесной рог, итал. corno, фр. cor, англ. French horn) — медный духовой музыкальный инструмент тенорового регистра.
Инструмент симфонического оркестра. Вместе с трубой и тромбоном составляет группу характерных (узкомензурных) инструментов духового оркестра.

## История
Произошла от охотничьего сигнального рога, в оркестре впервые использована Жаном-Батистом Люлли в 1664 году. До 1830-х годов, подобно другим медным инструментам, не имела вентилей и была натуральным инструментом с ограниченным звукорядом (так называемая «натуральная валторна», которую использовали ещё в классической и барочной музыке, в том числе Бах, Моцарт, Бетховен).

## Описание

Мундштук валторны в разрезе

Одинарная (трёхвентильная) — валторна в каком-либо одном строе — в F/фа большой октавы (исторически сложившийся основной строй валторны с наиболее красивым звучанием), либо в более высоком B/си-бемоль большой октавы.
Двойная (четырёхвентильная) — обладает двумя строями F и B. При помощи квартвентиля строй F переключается в строй B, либо, в зависимости от конструкции валторны, наоборот — строй B переключается в F. Строй B был добавлен к валторне F с целью облегчить исполнение нот верхнего регистра. Также на валтоне в строе B возможно исполнение основного тона си-бемоль контроктавы (первой гармоники) с последующими более низкими звуками до «ми» контроктавы.
Чашка мундштука валторны длинная, узкая, воронкообразная, без чёткой границы перехода в канал ножки. Диаметр чашки около 17 мм.
По сравнению с другими медными духовыми инструментами валторна имеет самый объёмный натуральный звукоряд. Для валторны в строе F он будет таким:
Диапазон звучания валторы F — от си контроктавы до фа второй октавы.
В скрипичном ключе валторна нотируется на квинту выше реального звучания. Нотация ряда низких звуков производится в басовом ключе на кварту ниже.
Тембр инструмента несколько грубоватый, напоминающий фагот или тубу в нижнем регистре, в среднем и верхнем — мягкий и певучий на пиано, светлый и яркий на форте, в связи с чем инструмент может хорошо передавать грустное и торжественное настроение.
Валторне хорошо удаётся исполнение длинных нот (в том числе на органном пункте, как в Пятой симфонии Шостаковича) и мелодий широкого дыхания (кантилен). Расход воздуха на этом инструменте небольшой, не считая крайних регистров.

## Техника игры

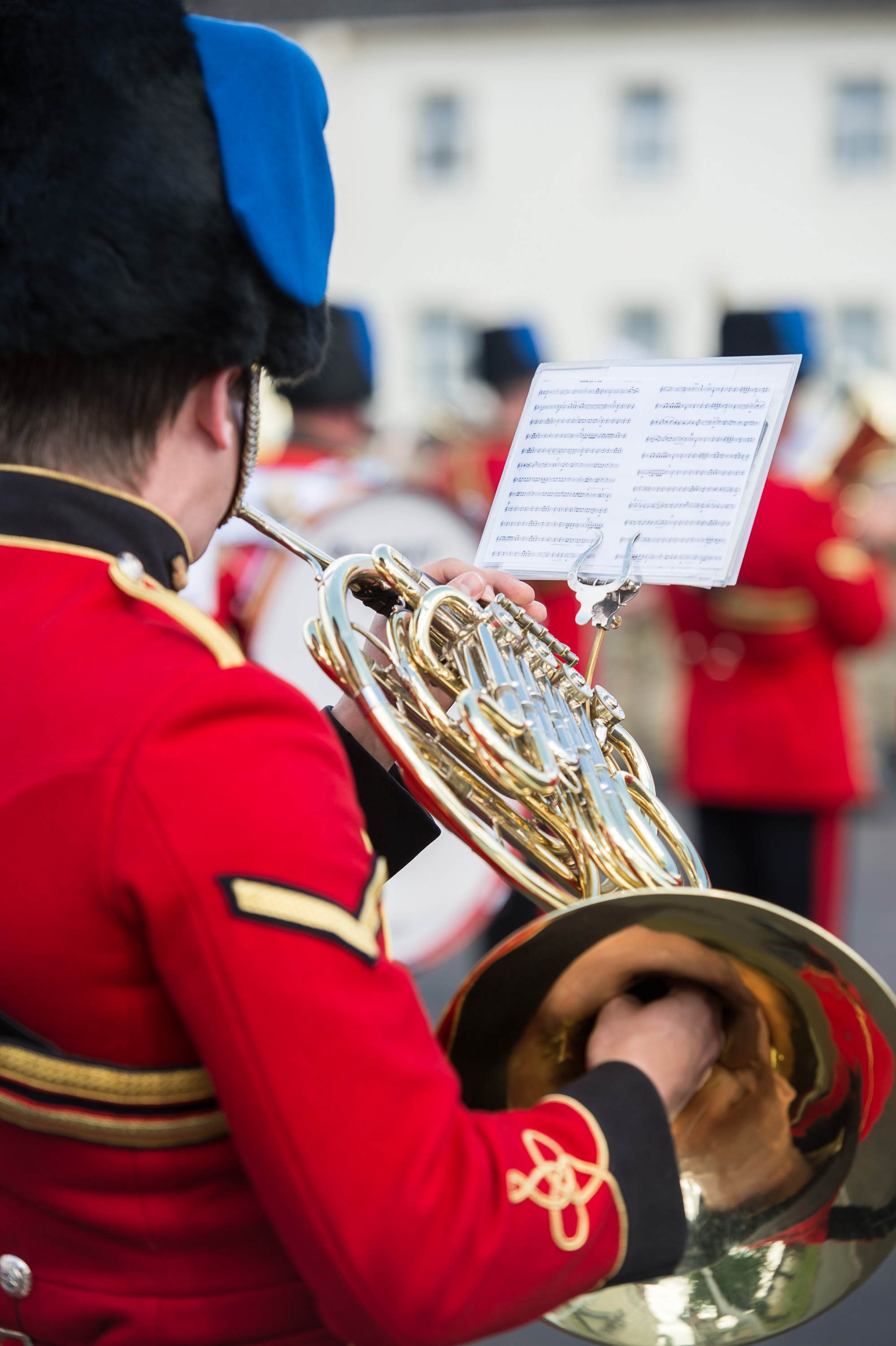
При игре на валторне правая рука помещается в раструб

Среди приемов изменения звука — закрытые звуки (рука заслоняет раструб будто шляпой, звук понижается на полтона — приём использовался в старину для придания хроматизмов натуральной валторне) — на пиано звук нежный, приглушенный, на форте хриплый, рычащий.
Застопоренные звуки (рука кулаком вводится в раструб наподобие груши, звук повышается на полтона, прием также использовался для придания хроматизмов натуральной валторне) — звук на пиано звенящий, напряжённо-тревожный, на форте режущий, трескучий звук (применяется в драматических эпизодах). Игра раструбом вверх делает тембр валторны громче и придает патетический характер музыке.

## Классические произведения
Валторну можно услышать в первых тактах Концерта для фортепиано с оркестром № 1 Петра Ильича Чайковского, в Первой Симфонии Густава Малера (1 часть, с 32 такта), 2-й части 5-й симфонии Чайковского (с длинным певучим соло валторны в первом разделе), в песне «For No One» группы Битлз (альбом Revolver, 1966) и др.
Моцарт:
- Концерт для валторны с оркестром № 1 ре-мажор K. 412 (1791)
- Концерт для валторны с оркестром № 2 ми-бемоль мажор K. 417 (1783)
- Концерт для валторны с оркестром № 3 ми-бемоль мажор K. 447 (1787)
- Концерт для валторны с оркестром № 4 ми-бемоль мажор K. 495 (1786)
- Концертное рондо для валторны с оркестром ми-бемоль мажор К. 371 (1781)

Глиэр:
- Концерт для валторны с оркестром си-бемоль мажор, соч. 91 (1951)

Р. Штраус:
- Концерт для валторны с оркестром № 1 ми-бемоль мажор, соч. 11 (1883)
- Концерт для валторны с оркестром № 2 ми-бемоль мажор, соч. 132 (1942)